# Krasnaje
Krasnaje (belarusiska: Краснае) är en by i Belarus. Den ligger i distriktet Minsk rajon och voblasten Minsks voblast, i den centrala delen av landet, 50 km nordväst om huvudstaden Minsk. Krasnaje ligger 184 meter över havet och antalet invånare är 2 900.

## Natur och klimat
Terrängen runt Krasnaje är platt. Närmaste större samhälle är Maladzetjna, 16,5 km nordväst om Krasnaje.
Omgivningarna runt Krasnaje är en mosaik av jordbruksmark och naturlig växtlighet. Runt Krasnaje är det ganska tätbefolkat, med 104 invånare per kvadratkilometer.